# Bastogne
Bastogne (ejtsd: básztony, flamandul Bastenaken, németül Bastenach) kisváros Belgiumban, a luxemburgi határ közelében. 

## Földrajz
Az Ardennekben fekszik.

## Történelem

### A 20. századig
Először egy 887-ből származó dokumentumban említik a települést. A 13. században VII. Henrik német-római császár Bastogne-ban veretett érméket. A középkor idején a város gazdasága virágzott, sokszor tartottak marhavásárokat. A város 1602-ben visszavert egy holland támadást. A 19. században, Belgium függetlenné válása után ismét virágzásnak indult a város. A szomszédos városokkal vasútvonalak kötötték össze.

### Amásodik világháborúban

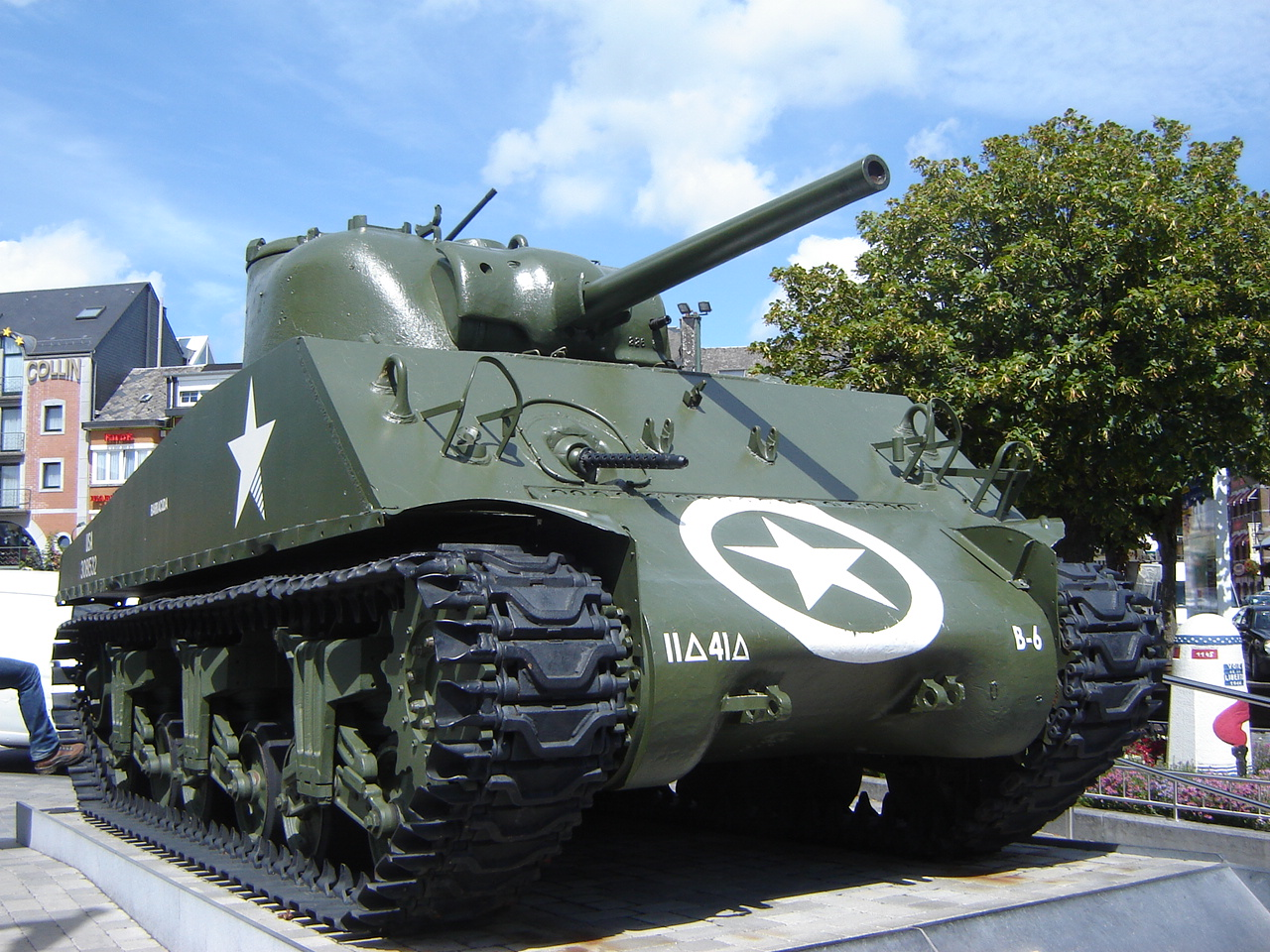
Sherman tank szobor a McAuliffe tábornok téren

1944 decemberében, amikor a várost egyszer már felszabadították a szövetséges csapatok, a német hadsereg egy utolsó ellentámadást indított az Ardennekben. A nagy erejű támadás ardenneki offenzíva néven ismert, német fedőneve Wacht am Rhein volt. A támadás fő célja Antwerpen visszafoglalása volt. Mivel Bastogne stratégiai fontosságú helyen, több főút metszéspontjában feküdt, ezért a németek ostrom alá vették. A várost kis létszámú amerikai haderő védte. Néhány nappal később megérkeztek az amerikai 101. légideszant-hadosztály alakulatai is. Miután az időjárás kitisztult, ejtőernyővel utánpótlást dobhattak le a védőknek, majd december 26-án Patton tábornok erői áttörték az ostromzárat. Az ostrom hivatalosan csak három héttel később ért véget, amikor az utolsó német egységeket is visszaszorították. A csatában mintegy 25 000 ember halt meg. A település közelében található a második világháborús recogne-i német katonai temető.

## Látnivalók
- A város középkori falainak egyes részei még mindig láthatók.
- A St. Pierre templom román stílusú tornya és keresztelőmedencéi szintén középkori eredetűek.
- A városban emeltek egy emlékművet (Mémorial du Mardasson) a város védelmében megsebesült illetve meghalt amerikai katonák emlékére, ahol korabeli egyenruhákat, eszközöket valamint filmfelvételeket is őriznek.

## Közlekedés
A városban 1984-ben leállították a vasúti személyszállítást, az 1990-es években pedig felszámolták a vonalat, így Bastogne-t egyedül közúton lehet megközelíteni.

## Fordítás
- Ez a szócikk részben vagy egészben  a   Bastogne című angol Wikipédia-szócikk fordításán alapul.  Az eredeti cikk szerkesztőit annak laptörténete sorolja fel. Ez a jelzés csupán a megfogalmazás eredetét és a szerzői jogokat jelzi, nem szolgál a cikkben szereplő információk forrásmegjelöléseként.